# Laurent Abergel
Laurent Abergel (Marsella, 1 de febrero de 1993) es un futbolista francés. Juega de centrocampista y su equipo es el F. C. Lorient de la Ligue 1.

## Trayectoria
Nacido en Marsella de familia judía, Abergel se formó como jugador en el Olympique de Marsella. Debutó con el primer equipo el 5 de enero de 2014 ante el Stade de Reims por la Copa de Francia.
En julio de 2019, Abergel fichó en el Lorient. Fue nombrado capitán del equipo.

## Estadísticas
Actualizado al último partido disputado el 16 de abril de 2023.
| Club                          | Div.          | Temporada     | Liga  | Liga  | Copas nacionales | Copas nacionales | Copas internacionales | Copas internacionales | Total | Total |
| Club                          | Div.          | Temporada     | Part. | Goles | Part.            | Goles            | Part.                 | Goles                 | Part. | Goles |
| ----------------------------- | ------------- | ------------- | ----- | ----- | ---------------- | ---------------- | --------------------- | --------------------- | ----- | ----- |
| Olympique de Marsella Francia | 1.ª           | 2013-14       | 1     | 0     | 1                | 0                | 0                     | 0                     | 2     | 0     |
| Olympique de Marsella Francia | Total club    | Total club    | 1     | 0     | 1                | 0                | 0                     | 0                     | 2     | 0     |
| A. C. Ajaccio Francia         | 2.ª           | 2014-15       | 17    | 0     | 3                | 0                | —                     | —                     | 20    | 0     |
| A. C. Ajaccio Francia         | 2.ª           | 2015-16       | 22    | 1     | 2                | 0                | —                     | —                     | 24    | 1     |
| A. C. Ajaccio Francia         | 2.ª           | 2016-17       | 37    | 1     | 3                | 0                | —                     | —                     | 40    | 1     |
| A. C. Ajaccio Francia         | Total club    | Total club    | 76    | 2     | 8                | 0                | 0                     | 0                     | 84    | 2     |
| A. S. Nancy-Lorraine Francia  | 2.ª           | 2017-18       | 31    | 1     | 4                | 0                | —                     | —                     | 35    | 1     |
| A. S. Nancy-Lorraine Francia  | 2.ª           | 2018-19       | 29    | 1     | 3                | 0                | —                     | —                     | 32    | 1     |
| A. S. Nancy-Lorraine Francia  | 2.ª           | 2019-20       | 0     | 0     | 0                | 0                | —                     | —                     | 0     | 0     |
| A. S. Nancy-Lorraine Francia  | Total club    | Total club    | 60    | 2     | 7                | 0                | 0                     | 0                     | 67    | 2     |
| F. C. Lorient Francia         | 2.ª           | 2019-20       | 25    | 2     | 5                | 0                | —                     | —                     | 30    | 2     |
| F. C. Lorient Francia         | 1.ª           | 2020-21       | 38    | 3     | 2                | 0                | —                     | —                     | 40    | 3     |
| F. C. Lorient Francia         | 1.ª           | 2021-22       | 34    | 0     | 1                | 0                | —                     | —                     | 35    | 0     |
| F. C. Lorient Francia         | 1.ª           | 2022-23       | 22    | 0     | 2                | 0                | —                     | —                     | 24    | 0     |
| F. C. Lorient Francia         | Total club    | Total club    | 119   | 5     | 10               | 0                | 0                     | 0                     | 129   | 5     |
| Total carrera                 | Total carrera | Total carrera | 256   | 9     | 26               | 0                | 0                     | 0                     | 282   | 9     |

## Palmarés

### Títulos nacionales
| Título  | Club          | País    | Año     |
| ------- | ------------- | ------- | ------- |
| Ligue 2 | F. C. Lorient | Francia | 2019-20 |